# Friedrich Thyssen
Johann Friedrich Thyssen (* 1. Oktober 1804 in Aachen; † 25. Mai 1877 in Eschweiler) war ein Unternehmer und Lokalpolitiker in Eschweiler und der Vater des Großindustriellen August Thyssen. Er begründete die Unternehmerfamilie Thyssen.

## Herkunft
Thyssens Urgroßvater, Isaak Lambert Thyssen (1685–1773), ging wegen des Brandes seines Gutes bei Schlottfeld in das nahe Aachen, war dort ab 1740 städtischer Heumesser, beaufsichtigte städtische Weiden und zeichnete für den Brandschutz in den Scheunen verantwortlich. Isaak Lamberts Sohn Nikolaus (1727–1778) wurde Bäcker und Obermeister der örtlichen Zunft. Er stand, wie sein Vater, mit den Berufsgenossen und mit der Bürgerschaft Aachens in einem vertrauensvollen Verhältnis, gehörte dem Kleinen Rat der Stadt an und führte als Brotmarktmeister Qualitätskontrollen an gebackenem Brot durch, dessen Gewicht und dessen Güte er prüfte. Nikolaus’ ihm gleichnamiger Sohn Nikolaus Thyssen (1763–1814), der Vater Friedrich Thyssens, erlernte ebenfalls das Bäckerhandwerk, trat daraufhin als beigeordneter Sekretär in die Dienste der Stadt Aachen und organisierte 1811 die Festlichkeiten anlässlich der Taufe des Sohnes Napoleons I. Er war von 1792 an mit Christine Nellessen (1766–1818) verheiratet, die einer angesehenen Unternehmerfamilie Aachens entstammte und sich bald an der Aachener Feuerversicherungsgesellschaft und an der Draht-Fabrik-Compagnie in Eschweiler beteiligte.

## Leben

### Jugend
Thyssen musste den Besuch der Höheren Bürgerschule in Aachen vorzeitig abbrechen, da sein Vater starb, als er zehn, seine Mutter, als er 14 war. Dadurch in die Eigenständigkeit genötigt, durchlief er eine kaufmännische Ausbildung, namentlich eine Banklehre bei seinem Onkel Mathias Wergivosse.

### Selbständigkeit

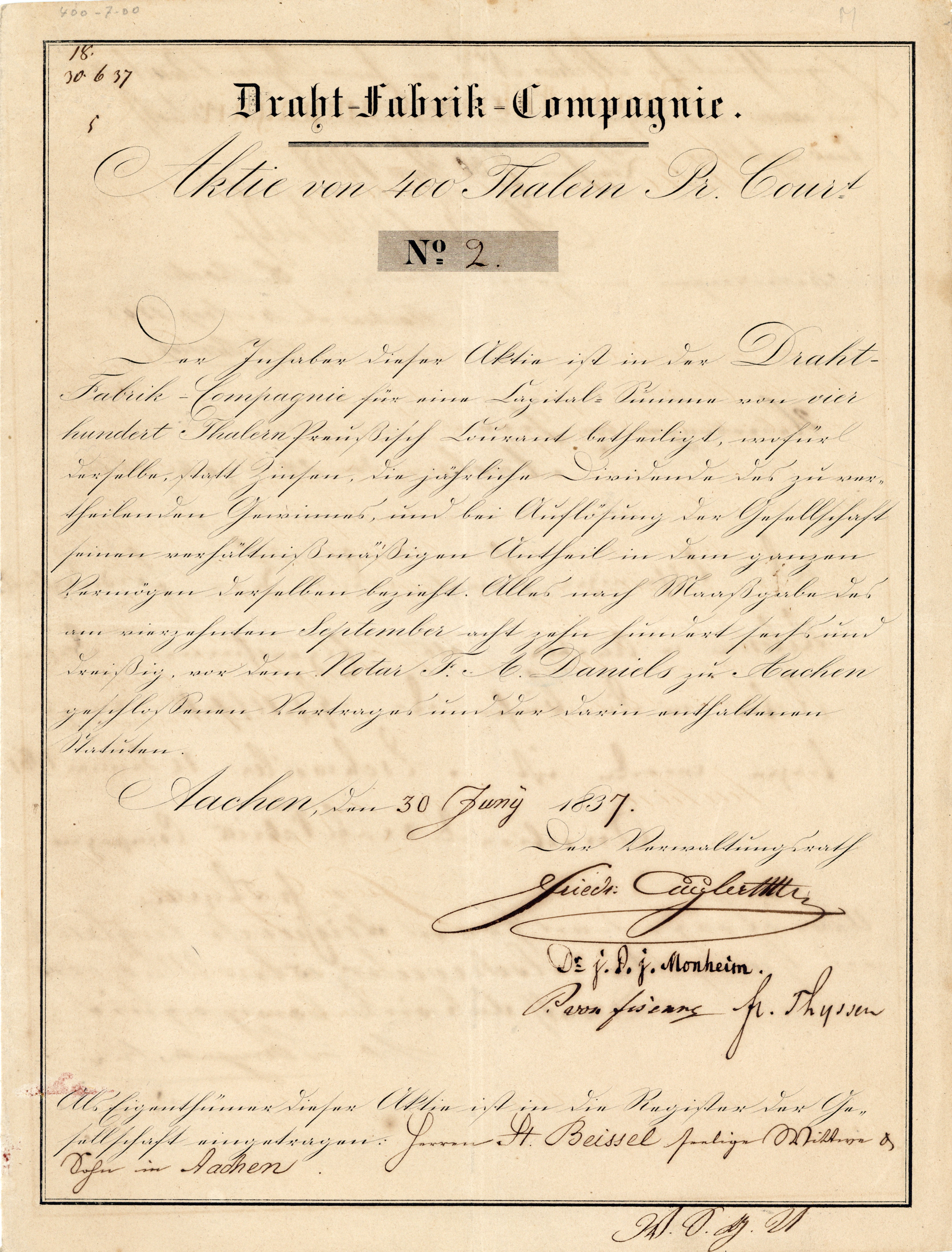
Aktie der Draht-Fabrik-Compagnie über 400 Talern, ausgestellt in Aachen am 30. Juni 1837, im Original unterschrieben von Dr. Johann Peter Joseph Monheim und Friedrich Thyssen

Thyssen gründete im März 1822 mit den Aachener Fabrikanten Monheim, Friedrich Englerth, Ludwig Beissel und Jacob Springsfeld in Form einer Aktiengesellschaft unter der Firmierung Draht-Fabrik-Compagnie in Aachen Deutschlands erste Walzdrahtfabrik und hatte von 1834 bis 1859 als Direktor die technische und die kaufmännische Leitung des Unternehmens inne.  1865 wurde der Name in Eschweiler Drahtfabrik Compagnie geändert und der Sitz nach Eschweiler verlegt. Er gründete Mitte des 19. Jahrhunderts ein privates Bankgeschäft in Eschweiler.

#### Grundsätze
Für Thyssen stand die Arbeit im Mittelpunkt seines Lebens: er rief schon in aller Frühe mit der Fabrikglocke die Arbeiter herbei, öffnete die Schleuse am Indebach und setzte das Schwungrad für den Antrieb der Maschinen in Gang. Ihn prägten Sparsamkeit, Pflichtgefühl und die Sorge um das Wohl des Unternehmens.

### In größeren Kreisen
Thyssen gehörte den Gesellschaftern der Metallurgischen Gesellschaft zu Stolberg an, aus der auf die Initiative John Cockerills die Aktiengesellschaft für Bergbau, Blei- und Zinkfabrikation hervorging, an der neben Thyssen und Cockerill u. a. Ferdinand Pirlot, Barthold Suermondt und das Bankhaus Sal. Oppenheim jr. & Cie. beteiligt waren.

### Gemeindliches Engagement
Thyssen fungierte als Stadtverordneter von Eschweiler und gehörte – über mehrere Jahre hinweg auch als Vorsitzender – dem katholischen Kirchenvorstand an. Er sah den Industriekapitalismus nicht einseitig aus der Perspektive des Unternehmers und stellte sich auch bewusst den Problemen der Verstädterung sowie der sozialen Frage.

### Private Kontakte
In Thyssens Hause verkehrten u. a. Barthold Suermondt, der Unternehmer Albert Poensgen und Thyssens Freund Georg Victor Lynen.

## Familie
Am 1. Oktober 1838 heiratete er in Aachen seine Cousine ersten Grades Katharina Thyssen (* 28. September 1814 in Aachen; † 11. Februar 1888 in Düsseldorf), die Tochter des Aachener Spezereiwarenhändlers Isaak Thyssen, der sich als Kunst und Bildung zugewandt inszenierte. Aus der Ehe gingen insgesamt neun Kinder hervor: Maria (1839–1912), Luise (1840–1902), August (1842–1926), Joseph (1844–1915), Balbina (1846–1935), Julius (1848–1849), Wilhelmine (1850–1858), Friedrich (1854–1916) und Therese (1860–1920).

## Nachleben
Nach Thyssen benannte sein ältester Sohn August in Duisburg die Zeche Friedrich Thyssen.